# Stożek (analiza funkcjonalna)
Stożek – uogólnienie pojęcia stożka (nieograniczonego) znanego ze stereometrii na przestrzenie liniowo-topologiczne (najczęściej przestrzenie Banacha). Stożek w przestrzeni unormowanej jest szczególnym przypadkiem tzw. klinu. Kliny / stożki wyznaczają w pewien naturalny sposób praporządek / porządek w przestrzeni, przez co znajdują zastosowanie w teorii równań różniczkowych w przestrzeniach Banacha.

## Definicja
W niniejszym artykule {\displaystyle X} oznaczać będzie zawsze rzeczywistą przestrzeń liniowo-topologiczną.
Niepusty zbiór domknięty {\displaystyle K\subseteq X} nazywamy klinem (w przestrzeni {\displaystyle X}), gdy dla każdych {\displaystyle x,y\in K} oraz {\displaystyle \alpha \geqslant 0}
{\displaystyle x+y\in K}
oraz
{\displaystyle \alpha x\in K.}
Ponadto, klin nazywamy stożkiem, gdy spełniony jest warunek
{\displaystyle z\in K\wedge -z\in K\iff z=0.}

## Przestrzenie liniowo-topologiczne uporządkowane przez stożki
Jeśli {\displaystyle K} jest klinem w przestrzeni {\displaystyle X,} to relacja {\displaystyle \leqslant } dana warunkiem
{\displaystyle x\leqslant y\iff y-x\in K}
jest praporządkiem. Ponadto, {\displaystyle \leqslant } jest porządkiem częściowym wtedy i tylko wtedy, gdy {\displaystyle K} jest stożkiem. Praporządek {\displaystyle \leqslant } wyznaczony przez klin {\displaystyle K} ma dodatkowo następujące własności:
1. {\displaystyle x,y,z\in X,x\leqslant y\Rightarrow x+z\leqslant y+z,}
2. {\displaystyle x,y\in X,\alpha \geqslant 0\Rightarrow \alpha x\leqslant \alpha y,}
3. {\displaystyle x,y,x_{n},y_{n}\in X,n\in \mathbb {N} ,x_{n}\leqslant y_{n},x_{n}\to x,y_{n}\to y\Rightarrow x\leqslant y.}

## Przykłady
- Zbiór {\displaystyle \{0\}} jest stożkiem.
- Jeśli {\displaystyle K\neq \{0\}} jest domkniętą podprzestrzenią liniową przestrzeni {\displaystyle X,} to jest ona klinem, ale nie jest stożkiem.
- Jeżeli {\displaystyle x^{*}} jest funkcjonałem liniowym i ciągłym na przestrzeni {\displaystyle X,} to zbiór {\displaystyle K=\{x\in X\colon \,x^{*}x\geqslant 0\}} jest klinem.
- Część wspólna dowolnej rodziny klinów (w danej przestrzeni) jest klinem.
- Przypomnijmy, że jeżeli {\displaystyle A} jest zbiorem niepustym, to symbolem {\displaystyle \ell ^{\infty }(A)} oznaczamy przestrzeń wszystkich ograniczonych odwzorowań {\displaystyle f\colon A\to \mathbb {R} } z normą supremum. Zbiór {\displaystyle (\ell ^{\infty }(A))^{+},} zdefiniowany niżej, jest stożkiem w tej przestrzeni:

{\displaystyle (\ell ^{\infty }(A))^{+}=\{f\in \ell ^{\infty }(A)\colon f(x)\geqslant 0,\,x\in A\}.}
- Jeżeli {\displaystyle B\subseteq X} jest niepustym, domkniętym, ograniczonym zbiorem wypukłym takim, że {\displaystyle 0\notin B,} to zbiór {\displaystyle K=\{\alpha b\colon \alpha \geqslant 0,b\in B\}} jest stożkiem o niepustym wnętrzu.